# Державний архів Криму
Державний архів Криму — установа, яка здійснює постійне зберігання, комплектування, облік та використання документів Архівного фонду Криму та інших документів, головне архівосховище Криму. Наразі діє в рамках російського окупаційого режиму.

## Загальні відомості
У Державному архіві Криму станом на 1 січня 2020 року нараховується понад 1,5 мільйона одиниць зберігання документів на паперовій основі, об'єднаних у 7051 фонд, з яких 650 фондів дореволюційного періоду. Зберігається близько 38 тис. фотодокументів, понад 4,5 тисячі кінодокументів, близько 600 фонодокументів і 200 відеодокументів.
Хронологічні рамки документальних матеріалів, що зберігаються, охоплюють період з часу анексії Кримського ханства Росією (1783 р.) і до наших днів. Більш ранні документи, датовані XVI ст., є ярликами кримських ханів і фермани турецьких султанів, що підтверджували майнові та станові права кримськотатарської аристократії.
Період до 1917 року представлений фондами Таврійського обласного та губернського правлінь; канцелярій Таврійського губернатора, Феодосійського та Керч-Єнікальського градоначальників; міських дум, управ; волосних та сільських управлінь; поліцейських та судових органів; прокуратури та нотаріату; органів станового та земського управлінь; військово-адміністративних та військових установ; податкових, кредитних та митних установ; установ державних майн, землеробства та лісового господарства; транспорту та зв'язку; будівельних організацій та промислових підприємств; наукових, культурно-освітніх та освітніх установ та організацій; релігійних установ Вони відображено політичне, економічне і культурне життя Таврійської області (1784—1796 роки) та Таврійської губернії (1802—1917 роки), етапи розвитку міст і сіл, адміністративно-територіальні зміни, склад і рух населення, створення в Криму іноземних колоній переселенцями з інших держав та закріплення за ними земельних наділів, роздача землі російському дворянству, освоєння та забудова Південного берега Криму, будівництво заводів та фабрик, розвиток соляних та рибних промислів, садівництва, виноградарства та виноробства, події Кримської війни 1853—1856 років, проведення реформ 1860-70-х років, відкриття шкіл, гімназій, училищ, лікувальних закладів, заходи у сфері охорони історико-культурної спадщини.
Період Лютневої революції та Громадянської війни (1917—1920 роки) відображений у фондах установ Соціалістичної Радянської Республіки Тавриди, першого та другого Кримського крайового уряду, Кримської Радянської Соціалістичної Республіки, установ, що функціонували при Головнокомандувачі Збройних сил Півдня Росії.
Основна частина документів Державного архіву Криму — фонди періоду 1921—2014 років. Створення та становлення Кримської Автономної Радянської Соціалістичної Республіки у 1921—1945 роках, відновлення і розвиток народного господарства, культурне і національне будівництво висвітлено в документах Кримського, повітових, міських, районних революційних комітетів, ЦВК і РНК Кримської АРСР, Верховної Ради Кримської АРСР, народних комісаріатів, окружних, міських, районних, сільських виконавчих комітетів Рад робітничих, селянських і червоноармійських депутатів, Кримського обласного комітету комсомолу, партійних організацій. У них є зведені показники і п'ятирічні плани розвитку народного господарства і культури Кримської АРСР, огляди з питань промисловості та будівництва, відомості з вивчення продуктивних сил півострова і розроблення корисних копалин, землекористування та колгоспного будівництва, перетворення Криму на всесоюзну оздоровницю, інформації про розгортання шкільної мережі, роботу культурно-освітніх закладів, справи про позбавлення громадян виборчих прав та розкуркулення.
Події Німецько-радянської війни (1941—1945 рр.) зафіксовано в документах фондів Кримського республіканського комітету Компартії України, Севастопольського міського комітету оборони, Кримського штабу партизанського руху, Кримської комісії з історії Великої Вітчизняної війни, Кримської республіканської надзвичайної комісії зі встановлення та розслідування фашистських загарбників, Керченської і міських управ Феодосії, сільськогосподарських громад і державних маєтків періоду окупації півострова. Депортацію з Криму в 1944 році кримських татар, болгар, вірмен, греків відображено в актах про прийом майна спецпереселенців.
Повоєнний період представлений документами, що характеризують зміни адміністративно-територіального статусу Криму, відновлення народного господарства після очищення півострова від наистів, розвиток економіки, культури, курортного комплексу, демографічні процеси, зокрема повернення депортованих громадян.
Особливий комплекс документів — особисті та фамільні архіви: автографи та фотодокументи членів царської родини Романових з Лівадійського архіву, листування Карамзіних-Мещерських (у тому числі автограф видатного російського історика та письменника Миколи Карамзіна), службові та особисті документи., інженера та археолога Олександра Бертьє-Делагарда.
На окрему увагу заслуговують документи з фонду дворянського роду Попових, які зробили значний внесок у суспільне, освітнє, економічне та наукове життя півострова. Василь Попов (1745—1822 рр.) був видатним державним діячем, начальником канцелярії В. Долгорукого, Григорія Потьомкіна-Таврійського, секретарем кабінету імператриці Катерини II. Саме його документальна спадщина склала основу фонду, куди увійшли листи та донесення князя Г. Потьомкіна про заселення Криму, будівництво Севастополя, відомості про стан Таврійської області, автографи сенатора та поета Г. Державіна, винахідника І. Кулібіна, флотоводця. Ф. Ушакова.
Постійний інтерес у дослідників викликають документи з власних фондів професора О. Голубєва та його дружини, першої в Росії жінки-лікаря медицини Н. Суслової, першого директора Нікітського ботанічного саду Х. Стевена, лікаря Федора Мільгаузена, історика Івана Лінніченко. Серед фондів особистого походження радянського періоду заслуговують на увагу документи доктора геологічних наук Я. Д. Козіна, філолога та сходознавця В. І. Філоненка, краєзнавця, члена Спілки художників СРСР А. І. Полканова, археолога Н. Л. Ернста.

## Історія архіву

### Архівна справа у Криму до 1941 року. Створення Кримцентрархіву
Державний архів Криму веде свою історію з 1919 року, коли у травні Комісаріат народної освіти Кримської Радянської Соціалістичної Республіки затвердив представлений професором Таврійського університету Борисом Грековим проект пристрою у Сімферополі Таврійського центрального архіву.
13 червня 1919 року відбулося офіційне відкриття архіву. Комплектування почалося з надходження трьох перших фондів: Таврійських дворянських депутатських зборів, Сімферопольського повітового поліцейського управління та фамільного архіву Попових.
Чергова зміна влади наприкінці червня 1919 року поставила архів, позбавлений фінансування, у критичне становище. Намагаючись його врятувати, Рада професорів Таврійського університету 27 червня 1919 року оголосила архів «навчально-допоміжним» підрозділом вишу, завдяки чому багато фондів було врятовано від загибелі в наступні місяці Громадянської війни.
Після остаточної радянської окупації Криму наприкінці листопада 1920 р. Кримський революційний комітет відновив Кримцентрархів. У червні 1921 року створено Кримське обласне архівне управління.
У початковий період діяльність архіву була, переважно, спрямовано концентрацію документів ліквідованих дореволюційних установ.
Постановою ВЦВК та РНК РРФСР від 18 жовтня 1921 р. було утворено Кримську Автономну Радянську Соціалістичну Республіку у складі РРФСР. У листопаді 1921 року Кримцентрархів перейшов у відання Наркомату освіти Кримської АРСР. Постановою від 18 березня 1922 року президія РНК Кримської АРСР перепідпорядкувала її Наркомату внутрішніх справ Кримської АРСР.
На початку 1923 року на засіданні президії ЦВК і РНК Кримської АРСР була ухвалена постанова «Про папір архівів», за якою проводилося повне вилучення всіх дореволюційних архівів із відомств і в приватних осіб і передання їх Кримцентрархіву. У 1924 році Кримцентрархів отримав права самостійної установи, хоча і перебував під загальним наглядом Центрального адміністративного управління Криму. Постановою від 10 лютого 1926 року ЦВК Кримської АРСР перевів Кримцентрархів у своє безпосереднє підпорядкування. Відповідно до затвердженого 27 квітня 1926 р. ЦВК Кримської АРСР «Положенням про Кримське центральне архівне управління», документи, що перебували в його сховищах, були розділені на два архіви — Історичний архів і архів Жовтневої революції. 5-7 травня 1926 р. відбулася перша Кримська конференція архівних працівників, резолюція якої акцентувала увагу на необхідності встановлення тісної взаємодії з органами державної влади, виявлення і взяття на облік усіх архівів діючих установ; зміцнення районних архівів.
У 1920-х-1930-х роках робота архіву здійснювалася за такими напрямами: виявлення та зосередження документів у сховищах; впорядкування та наукова розробка архівних фондів, організація місцевих архівних установ у зв'язку із змінами в адміністративно-територіальному розподілі республіки; зміцнення матеріальної бази. Вагомий внесок у справу збереження, поповнення, систематизації та опису фондів архіву в цей період зробив Арсеній Маркевич, який працював у Кримцентрархіві з 1921 року на посаді архівіста.
З другої половини 1930-х років посилюється контроль за архівами з боку органів безпеки.
16 квітня 1938 р. Постановою Президії Верховної Ради СРСР Центральне архівне управління, яке відбулося до цього при ЦВК СРСР, передавалося у відання НКВС СРСР. Постановою Президії Верховної Ради РРФСР від 3 грудня 1938 року Центральне архівне управління РРФСР з його республіканськими, крайовими, обласними і районними організаціями передавалося також у відання Наркомату внутрішніх справ РРФСР.
Відповідно до постанови РНК СРСР від 29 березня 1941 року «Про затвердження Положення про Державний архівний фонд СРСР і мережу державних архівів СРСР» і циркуляра Головного архівного управління НКВС СРСР від 1 квітня 1941 року на базі республіканських архівів — Історичного і Жовтневої революції — було створено Центральний державний архів Кримської АРСР з розподілом на відділи: дореволюційних фондів, фондів Жовтневої революції та соціалістичного будівництва, науково-довідкової літератури з читальним залом.

### Центральний державний архів у роки Німецько-радянської війни (1941—1944рр.)
Із початком Німецько-радянської війни 1944—1945 років перед Центральним державним архівом Кримської АРСР постало завдання підготовки евакуації архівних документів. На виконання директиви НКВС СРСР від 30 червня 1941 документи секретного відділу архіву, поточного діловодства Верховної Ради та РНК Кримської АРСР, а також архів Кримського обкому ВКП(б) було евакуйовано до міста Тюмень Омської області. Основна частина фондів архіву залишилася на окупованій території Криму.
У роки нацистської окупації (1941—1944 рр.) у Сімферополі функціонували Центральний та Історичний архіви, що підпорядковувалися відділу культури Сімферопольського міського управління.
Центральний державний архів Кримської АРСР зміг відновити свою діяльність після поверення радянської влади до Сімферополя 24 квітня 1944 року. Внаслідок бойових дій на півострові та окупаційного режиму архівній спадщині Криму було завдано непоправної шкоди. Було втрачено — 21 фонд, 18978 одиниць зберігання дорадянського періоду та 807 фондів, 177418 одиниць зберігання радянського періоду.

### Діяльність Державного архіву Кримської області у післявоєнний період (1945—1991рр.)
Після повного визволення кримського півострова від німецьких загарбників архівом було проведено роботу зі встановлення втрат документів, збору матеріалів періоду німецької окупації, виявлення документів партизанського руху і про злочини нацистських окупантів у Криму. 16 травня 1945 р. до архіву було повернуто з м. Тюмені евакуйовані документи. Відновили роботу міські та районні архіви.
19 лютого 1954 року указом Верховної Ради СРСР Кримська область була передана до складу Української РСР, архів увійшов до структури її архівних установ. У 1960 році архівна галузь була виведена зі структури МВС і передана у відання Ради Міністрів СРСР, на республіканському рівні архівні установи були підпорядковані Раді Міністрів УРСР, обласні перейшли у відання архівних відділів виконавчих комітетів обласних Рад депутатів трудящих. У 1950—1960 рр. пріоритетним напрямом стає науково-довідкова робота, пов'язана з описом справ, розробкою каталогів і картотек, складанням оглядів найоб'ємніших і найцінніших фондів, виданням першого путівника архівом і збірників документів.
У 1968 р. Державний архів Кримської області перейменовано на Кримський обласний державний архів. У 1975 році було введено в експлуатацію нову, спеціально збудовану типову будівлю архіву на вулиці Кечкеметській, архітектор Борис Кондрацький. Значно більше уваги стало приділятися організації роботи дослідників у читальному залі архіву, популяризації документів через засоби масової інформації та за допомогою виставок. На підставі постанови Верховної ради УРСР від 26 липня 1988 року було ліквідовано архівні відділи облвиконкомів, а функції управління архівною справою на території областей перейшли безпосередньо до державних архівів. З відновленням у лютому 1991 року Кримської АРСР архів було перейменовано на Центральний державний архів при Раді Міністрів Кримської АРСР. Відповідно до Указу Президії Верховної Ради України від 27 серпня 1991 р. «Про передачу архівів Компартії України в підпорядкування Головного архівного управління при Кабінеті Міністрів України» на державне зберігання в архів надійшли 2778 фондів, 270 186 одиниць зберігання архіву Кримського рескому Компартії України.

### Державний архів в Автономній Республіці Крим (з 1992 року)
Протягом десятиліття, що послідувало за тим десятиліттям, кілька разів змінювалася назва архіву: з 26 березня 1992 р. — Центральний державний архів Республіки Крим, з 6 січня 1995 р. — Державний архів при Уряді Криму, з 9 квітня 1996 р. — Державний архів при Уряді Автономної Республіки Крим, з 13 жовтня 1997 р. — Державний архів при Раді міністрів Автономної Республіки Крим, з грудня 2002 р. — Державний архів в Автономній Республіці Крим. Останніми роками істотним поповненням архіву стали передані з Головного управління Служби безпеки України в Криму 45473 фільтраційні справи на колишніх «остарбайтерів» — громадян, вивезених у 1942—1944 роках із Криму на роботи в Німеччину, а також 11 522 справи громадян, репресованих у 1920—1950 роках і реабілітованих у встановленому порядку.

### Державний архів в часи російської окупації
У березні 2014 року після анексії Криму Російською Федерацією розпочався процес інтеграції Держархіву до архівної галузі РФ. 19 березня 2014 року Державний архів в Автономній Республіці Крим був перейменований на Державний архів у Республіці Крим і носив таку назву до припинення у грудні 2014 року своєї діяльності в колишньому вигляді. 16 червня вийшов указ так званого Глави Республіки Крим «Про структуру виконавчих органів державної влади Республіки Крим», за яким було створено Державну архівну службу Республіки Крим. Прийнято закон «Про архівну справу в Республіці Крим». Розпорядженням окупаційної Ради міністрів Республіки Крим від 21 жовтня 2014 р. створено Державну казенну установу Республіки Крим — «Державний архів Республіки Крим».

## Деякі основні та цінні фонди Державного архіву Криму
Дореволюційні фонди
- Фонд 801 Катеринославський та Таврійський генерал губернатор (1792—1796 рр.);
- Фонд 26 Канцелярія Таврійського губернатора (1803—1917);
- Фонд 802 Командувач сухопутними військами, розташованими у Криму та південних губерніях, та флотами у Чорному та Каспійському морях;
- Фонд 209 Таврійська обласна соляна експедиція (1783—1792);
- Фонд 161 Таврійська вчена архівна комісія.

Фонди радянського періоду
- Фонд Р-663 Центральний Виконавчий Комітет Рад робітничих, селянських, червоноармійських та червонофлотських депутатів Кримської АРСР (1921—1938);
- Фонд Р-1289 Кримська республіканська надзвичайна комісія зі встановлення та розслідування злочинів німецько-фашистських загарбників та їх спільників та заподіяної ними шкоди громадянам, колгоспам, громадським організаціям, державним підприємствам та установам Кримської АРСР (1944—1945 рр.);
- Фонд Р-3287 Виконавчий комітет Кримської обласної Ради депутатів трудящих (1945—1991 рр.);
- Фонд П-1 Кримський обласний комітет Комуністичної партії (1917—1991 рр.);

Відомі фондоутворювачі
- Фонд 799 Тавічне обласне правління (1784—1797);
- Фонд 27 Таврійське губернське правління (1803—1917);
- Фонд 49 Таврійські губернські дворянські депутатські збори (1803—1919 рр.);
- Фонд 377 Таврійська губернська креслярська (1803—1920 рр..);
- Фонд 100 Дирекція народних училищ Таврійської губернії (1811—1920 рр..);
- Фонд Р-1188 Кримський революційний комітет (1920—1921 рр.);
- Фонд Р-2055 Верховна Рада депутатів трудящих Кримської АРСР;
- Фонд Р-652 Рада Народних Комісарів Кримської АРСР (1921—1945 рр.);
- Фонд Р-137 Державна планова комісія при Раді народних комісарів Кримської АРСР (1921—1941, 1943—1946 рр.).

У Державному архіві Республіки Крим зберігаються документи щодо діяльності відомих людей Криму. Серед них:
- Олександр Бертьє-Делагард (1842—1920) — військовий інженер, історик, археолог, нумізмат.
- Андрій Бороздін (1765—1838) — генерал-лейтенант, Таврійський губернатор, сенатор.
- Іван Лінніченко (1857—1926) — історик, член-кореспондент Санкт-Петербурзької імператорської академії наук, професор Новоросійського та Таврійського університетів.
- Павло Надінський (1894—1961 рр.) — історик, кандидат історичних наук, делегат ХVII з'їзду ВКП(б).
- Віра Орбеліані (уроджена Клейнміхель) (1877—1948) — княгиня, фрейліна імператриці Олександри Федорівни.
- Микола Ернст (1889—1956 рр.) — філолог, бібліотекар, археолог, педагог, видатний кримський учений, історик російсько-татарських відносин, дослідник історії Кримського ханства, етнографії та фольклору кримських татар. Автор понад 30 друкованих праць.

## Розташування
- 95050, Автономна республіка Крим, Сімферополь, вул. Кечкеметська, 3 (адміністрація, основний корпус)
- 95006, Автономна республіка Крим, Сімферополь, вул. Павленка, 1-а